# Migjen Basha
Migjen Xhevat Basha (Lausanne, 5 januari 1987) is een Albanees-Zwitsers voormalig voetballer die doorgaans speelde als middenvelder. Tussen 2004 en 2021 was hij actief voor Lausanne-Sport, Lucchese, Viareggio, Rimini, Frosinone, Atalanta Bergamo, Torino, FC Luzern, Como, Bari, Aris Saloniki, Melbourne Victory en Neuchâtel Xamax. Basha maakte in 2013 zijn debuut in het Albanees voetbalelftal en kwam uiteindelijk tot vierendertig interlandoptredens. Migjen is de oudere broer van Vullnet Basha, ook voetballer.

## Clubcarrière
Basha speelde in de jeugdopleiding van Lausanne-Sport, waarvoor hij in het seizoen 2004/05 ook zijn debuut zou maken. Hierna speelde hij nog een jaar in de Challenge League, alvorens hij de overstap maakte naar Italië. Achtereenvolgens was hij actief voor Lucchese, Viareggio en Rimini, waarna de middenvelder bij Frosinone terechtkwam. Daar speelde hij één seizoen en in 2010 werd Basha aangetrokken door Atalanta Bergamo. Na opnieuw één jaargang maakte de Albanees de overstap naar Torino, dat hem huurde voor de duur van één seizoen. In het seizoen 2011/12 werd Torino tweede in de Serie B, waardoor promotie bereikt werd naar de Serie A. Basha speelde dat seizoen in zesendertig competitiewedstrijden mee en hij werd definitief aangetrokken in de zomer erna. Na de promotie was de middenvelder geen vaste basisspeler meer en in de jaargang 2014/15 speelde hij maar zes competitiewedstrijden, waarop zijn aflopende verbintenis niet verlengd werd. Drie maanden na zijn vertrek uit Turijn keerde Basha terug naar zijn geboorteland, waar hij zijn handtekening zette onder een tweejarig contract bij FC Luzern. In de eerste helft van het seizoen 2015/16 speelde de Albanees zeven competitiewedstrijden, waarna hij verhuurd werd aan Como. In de zomer van 2016 tekende Basha voor twee seizoenen voor Bari. Na twee seizoenen verliet Basha die club. Hierop tekende de Albanees voor twee jaar bij Aris Saloniki. In september 2019 trok Melbourne Victory hem transfervrij aan. Hij keerde in 2020 terug naar Zwitserland om voor Neuchâtel Xamax te gaan voetballen. Een jaar later zette Basha op drieëndertigjarige leeftijd een punt achter zijn actieve loopbaan.

## Clubstatistieken
| Seizoen | Club              | Competitie       | Competitie | Competitie | Beker | Beker | Internationaal | Internationaal | Totaal | Totaal |
| Seizoen | Club              | Competitie       | Wed.       | Dlp.       | Wed.  | Dlp.  | Wed.           | Dlp.           | Wed.   | Dlp.   |
| ------- | ----------------- | ---------------- | ---------- | ---------- | ----- | ----- | -------------- | -------------- | ------ | ------ |
| 2004/05 | Lausanne-Sport    | Promotion League | 22         | 3          | 0     | 0     | —              | —              | 22     | 3      |
| 2005/06 | Lausanne-Sport    | Challenge League | 14         | 1          | 0     | 0     | —              | —              | 14     | 1      |
| 2005/06 | Lucchese          | Serie C1         | 5          | 0          | 0     | 0     | —              | —              | 5      | 0      |
| 2006/07 | Lucchese          | Serie C1         | 8          | 0          | 0     | 0     | —              | —              | 8      | 0      |
| 2007/08 | Viareggio         | Serie C2         | 15         | 1          | 0     | 0     | —              | —              | 15     | 1      |
| 2007/08 | Rimini            | Serie B          | 12         | 0          | 0     | 0     | —              | —              | 12     | 0      |
| 2008/09 | Rimini            | Serie B          | 40         | 3          | 0     | 0     | —              | —              | 40     | 3      |
| 2009/10 | Frosinone         | Serie B          | 38         | 3          | 3     | 1     | —              | —              | 41     | 4      |
| 2010/11 | Atalanta Bergamo  | Serie B          | 23         | 0          | 2     | 0     | —              | —              | 25     | 0      |
| 2011/12 | Torino            | Serie B          | 36         | 2          | 1     | 0     | —              | —              | 37     | 2      |
| 2012/13 | Torino            | Serie A          | 21         | 1          | 0     | 0     | —              | —              | 21     | 1      |
| 2013/14 | Torino            | Serie A          | 24         | 0          | 1     | 0     | —              | —              | 25     | 0      |
| 2014/15 | Torino            | Serie A          | 6          | 1          | 0     | 0     | —              | —              | 6      | 1      |
| 2015/16 | FC Luzern         | Super League     | 7          | 0          | 3     | 0     | —              | —              | 10     | 0      |
| 2015/16 | Como              | Serie B          | 13         | 1          | 0     | 0     | —              | —              | 13     | 1      |
| 2016/17 | Bari              | Serie B          | 27         | 1          | 0     | 0     | —              | —              | 27     | 1      |
| 2017/18 | Bari              | Serie B          | 32         | 2          | 3     | 0     | —              | —              | 35     | 2      |
| 2018/19 | Aris Saloniki     | Super League     | 21         | 0          | 2     | 0     | —              | —              | 23     | 0      |
| 2019/20 | Aris Saloniki     | Super League     | 0          | 0          | 0     | 0     | 4              | 0              | 4      | 0      |
| 2019/20 | Melbourne Victory | A-League         | 25         | 1          | 0     | 0     | 4              | 1              | 29     | 2      |
| 2020/21 | Neuchâtel Xamax   | Challenge League | 24         | 0          | 0     | 0     | —              | —              | 24     | 0      |
| Totaal  | Totaal            | Totaal           | 413        | 20         | 15    | 1     | 8              | 1              | 436    | 22     |

## Interlandcarrière
Basha maakte zijn debuut in het Albanees voetbalelftal op 22 maart 2013, toen met 0–1 gewonnen werd uit bij Noorwegen door een doelpunt van Hamdi Salihi. Hij mocht van bondscoach Gianni De Biasi in de basis beginnen en hij speelde het gehele duel mee. De middenvelder speelde vier dagen later zijn tweede interland voor Albanië. Hij mocht in de basis beginnen tegen Litouwen en na vierenveertig minuten zette Basha zijn land op een voorsprong van 3–0. Uiteindelijk zou Albanië met 4–1 winnen. Met Albanië nam Basha in juni 2016 deel aan het Europees kampioenschap voetbal 2016. Albanië werd in de groepsfase uitgeschakeld, nadat het in Groep A op de derde plek eindigde achter Frankrijk en Zwitserland. Basha kwam op het EK in één duel in actie. In de derde groepswedstrijd tegen Roemenië (0–1 door een doelpunt van Armando Sadiku) mocht hij in de basis beginnen en hij speelde mee tot aan de drieëntachtigste minuut, toen hij vervangen werd door Lorik Cana.
| Interlands van Migjen Basha voor Albanië | Interlands van Migjen Basha voor Albanië | Interlands van Migjen Basha voor Albanië | Interlands van Migjen Basha voor Albanië | Interlands van Migjen Basha voor Albanië | Interlands van Migjen Basha voor Albanië | Interlands van Migjen Basha voor Albanië |
| №                                        | Datum                                    | Wedstrijd                                | Uitslag                                  | Competitie                               | Goals                                    |                                          |
| Als speler bij Torino                    | Als speler bij Torino                    | Als speler bij Torino                    | Als speler bij Torino                    | Als speler bij Torino                    | Als speler bij Torino                    | Als speler bij Torino                    |
| ---------------------------------------- | ---------------------------------------- | ---------------------------------------- | ---------------------------------------- | ---------------------------------------- | ---------------------------------------- | ---------------------------------------- |
| 1                                        | 22 maart 2013                            | Noorwegen – Albanië                      | 0 – 1                                    | WK 2014 kwalificatie                     |                                          |                                          |
| 2                                        | 26 maart 2013                            | Albanië – Litouwen                       | 4 – 1                                    | Vriendschappelijk                        | 44'                                      |                                          |
| 3                                        | 7 juni 2014                              | Albanië – Noorwegen                      | 1 – 1                                    | WK 2014 kwalificatie                     |                                          |                                          |
| 4                                        | 14 augustus 2013                         | Albanië – Armenië                        | 2 – 0                                    | Vriendschappelijk                        |                                          |                                          |
| 5                                        | 6 september 2013                         | Slovenië – Albanië                       | 1 – 0                                    | WK 2014 kwalificatie                     |                                          |                                          |
| 6                                        | 10 september 2013                        | IJsland – Albanië                        | 2 – 1                                    | WK 2014 kwalificatie                     |                                          |                                          |
| 7                                        | 15 november 2013                         | Albanië – Wit-Rusland                    | 0 – 0                                    | Vriendschappelijk                        |                                          |                                          |
| 8                                        | 5 maart 2014                             | Albanië – Malta                          | 2 – 0                                    | Vriendschappelijk                        | 26'                                      |                                          |
| 9                                        | 13 juni 2015                             | Albanië – Frankrijk                      | 1 – 0                                    | Vriendschappelijk                        |                                          |                                          |
| Als speler bij FC Luzern                 |                                          |                                          |                                          |                                          |                                          |                                          |
| 10                                       | 4 september 2015                         | Denemarken – Albanië                     | 0 – 0                                    | EK 2016 kwalificatie                     |                                          |                                          |
| 11                                       | 7 september 2015                         | Albanië – Portugal                       | 0 – 1                                    | EK 2016 kwalificatie                     |                                          |                                          |
| 12                                       | 8 oktober 2015                           | Albanië – Servië                         | 0 – 2                                    | EK 2016 kwalificatie                     |                                          |                                          |
| 13                                       | 11 oktober 2015                          | Armenië – Albanië                        | 0 – 3                                    | EK 2016 kwalificatie                     |                                          |                                          |
| 14                                       | 13 november 2015                         | Kosovo – Albanië                         | 2 – 2                                    | Vriendschappelijk                        |                                          |                                          |
| 15                                       | 16 november 2015                         | Albanië – Georgië                        | 2 – 2                                    | Vriendschappelijk                        | 89'                                      |                                          |
| Als speler bij Como                      |                                          |                                          |                                          |                                          |                                          |                                          |
| 16                                       | 26 maart 2016                            | Oostenrijk – Albanië                     | 2 – 1                                    | Vriendschappelijk                        |                                          |                                          |
| 17                                       | 29 maart 2016                            | Luxemburg – Albanië                      | 0 – 2                                    | Vriendschappelijk                        |                                          |                                          |
| 18                                       | 29 mei 2016                              | Albanië – Qatar                          | 3 – 1                                    | Vriendschappelijk                        |                                          |                                          |
| 19                                       | 3 juni 2016                              | Albanië – Oekraïne                       | 1 – 3                                    | Vriendschappelijk                        |                                          |                                          |
| 20                                       | 19 juni 2016                             | Roemenië – Albanië                       | 0 – 1                                    | EK 2016                                  |                                          |                                          |
| Als speler bij Bari                      |                                          |                                          |                                          |                                          |                                          |                                          |
| 21                                       | 31 augustus 2016                         | Albanië – Marokko                        | 0 – 0                                    | Vriendschappelijk                        |                                          |                                          |
| 22                                       | 6 oktober 2016                           | Liechtenstein – Albanië                  | 0 – 2                                    | WK 2018 kwalificatie                     |                                          |                                          |
| 23                                       | 9 oktober 2016                           | Albanië – Spanje                         | 0 – 2                                    | WK 2018 kwalificatie                     |                                          |                                          |
| 24                                       | 24 maart 2017                            | Italië – Albanië                         | 2 – 0                                    | WK 2018 kwalificatie                     |                                          |                                          |
| 25                                       | 28 maart 2017                            | Albanië – Bosnië en Herzegovina          | 1 – 2                                    | Vriendschappelijk                        |                                          |                                          |
| 26                                       | 4 juni 2017                              | Luxemburg – Albanië                      | 2 – 1                                    | Vriendschappelijk                        |                                          |                                          |
| 27                                       | 2 september 2017                         | Albanië – Liechtenstein                  | 2 – 0                                    | WK 2018 kwalificatie                     |                                          |                                          |
| 28                                       | 5 september 2017                         | Macedonië – Albanië                      | 1 – 1                                    | WK 2018 kwalificatie                     |                                          |                                          |
| 29                                       | 9 oktober 2017                           | Albanië – Italië                         | 0 – 1                                    | WK 2018 kwalificatie                     |                                          |                                          |
| Als speler bij Aris Saloniki             |                                          |                                          |                                          |                                          |                                          |                                          |
| 30                                       | 7 september 2018                         | Albanië – Israël                         | 1 – 0                                    | Nations League 2018/19                   |                                          |                                          |
| 31                                       | 14 oktober 2018                          | Israël – Albanië                         | 2 – 0                                    | Nations League 2018/19                   |                                          |                                          |
| 32                                       | 20 november 2018                         | Albanië – Wales                          | 1 – 0                                    | Vriendschappelijk                        |                                          |                                          |
| 33                                       | 25 maart 2019                            | Andorra – Albanië                        | 0 – 3                                    | EK 2020 kwalificatie                     |                                          |                                          |
| 34                                       | 8 juni 2019                              | IJsland – Albanië                        | 1 – 0                                    | EK 2020 kwalificatie                     |                                          |                                          |